# Transmigración
La transmigración es la moción o peregrinación del espíritu de un cuerpo-y-alma a otro, "moción"  que tiene lugar necesariamente siempre que un tal vehículo compuesto muere o se genera otro, de la misma manera que el agua podría verterse de una vasija en el mar, y ser introducida después en otra, con lo cual sería siempre "agua", pero nunca, excepto en la medida en que la vasija parece imponer una identidad y una apariencia pasajera a sus contenidos, un "agua" propia.

## Descripción
Lo que se entiende por transmigración es un cambio de estado o de nivel de referencia que excluye por definición la idea de un retorno a un estado o nivel que ya ha sido pasado. La transmigración del Atman "individual" (el alma) solo puede corresponder a un caso particular de la transmigración del Paramatman (el Espíritu, el Brahman), para cuál, no obstante, puede probarse deseable emplear algún término tal como "peregrinación".
La transmigración es algo así como el viaje que realiza el Espíritu a través de las diversas formas de vida a las que anima momentáneamente, mientras dura su vida, para luego retirarse sin sufrir cambio alguno. Es el Espíritu, quien alimenta la chispa divina de la vida, que está ubicada en el ventrículo más recóndito del corazón o guhâ (refiriéndose al centro del ser individual, tradicionalmente simbolizado por este). 
Se confunde frecuentemente con la metempsicosis, diferenciándose de esta en que involucra al ser real y no solo la herencia directa o indirecta de las características psicofísicas del difunto.
También se le confunde constantemente con la reencarnación, llegando a considerarse sinónimos, siendo la transmigración el paso del ser a otros estados de existencia, que están definidos por condiciones enteramente diferentes de aquellas a las cuales está sometida la individualidad humana (con la sola restricción de que, mientras se trate de estados individuales, el ser está revestido siempre de una forma, lo que no podría dar lugar a ninguna representación espacial, más o menos modelada sobre la de la forma corporal); quien dice transmigración dice esencialmente cambio de estado. En cambio, en la reencarnación se vuelve al mismo estado humano, no así en la  creencia sobre la metempsicosis, donde se puede encarnar en minerales, vegetales o animales.
Dice el reputado orientalista Ananda Coomaraswamy sobre estas confusiones:

Al diferenciar la reencarnación de la metempsicosis y de la transmigración, puede agregarse que lo que se entiende por la metempsicosis es el aspecto psíquico de la palingenesis, o en otras palabras la herencia psíquica, y que lo que se entiende por la transmigración es un cambio de estado o de nivel de referencia que excluye por definición la idea de un retorno a un estado o nivel que ya ha sido pasado.